# Уфимский концлагерь (Зелёная Роща)
Уфимский концентрационный лагерь (также Уфимский лагерь принудработ) — советский концлагерь, созданный советской властью в 1920 году в Уфимском Успенском монастыре (современный район Зелёная Роща).

## Расположение
Концлагерь был обустроен на территории захваченного большевиками монастыря, монахи которого были изгнаны из обители.

## История
Уфимский концлагерь был создан в октябре 1920 года на основании постановления президиума губисполкома. Заключенные выполняли заказы в основном на ремесленные работы.

## Заключённые
В лагере содержалось до 1200 человек заключённых.

## Ликвидация
В 1935 году на территории концлагеря действовала детская воспитательно-трудовая колония № 2 (в ней находился Александр Матросов). С 1971 года там находится Уфимский юридический институт МВД РФ.